# 譚嘉儀 (模特兒)
譚嘉儀（英語：ViVi Tam Ka Yee；1993年10月7日—）；香港女藝人兼模特兒、路德會呂祥光中學畢業。她早於2012年便已出道，至2015年因為與網絡紅人林慧韡（達哥）一同拍攝旅遊網站Expedia廣告才開始走紅。同年11月，有一段成人短片被上傳上網，網上有指主角跟她及其男友相似，但遭到當事人否認。
自少愛上烹飪的譚嘉儀，於2017年突然淡出模特界，遠赴東京修讀為期6個月的法國藍帶廚藝課程，期間受到父親離世的噩耗，一度大受打擊，最終憑堅持順利畢業，學成回港後重返幕前。

## 外部連結
- 譚嘉儀的Instagram帳戶
- 譚嘉儀的Facebook專頁